# Diên Phú, Pleiku
Diên Phú là một xã cũ thuộc thành phố Pleiku, tỉnh Gia Lai, Việt Nam.
Xã Diên Phú có diện tích 16,79 km², dân số năm 2018 là 5.022 người, mật độ dân số đạt 298 người/km².
Theo Nghị quyết số 1664/NQ-UBTVQH15 năm 2025, hợp nhất toàn bộ diện tích tự nhiên và dân số của 3 phường: phường Yên Đỗ, Ia Kring, Diên Hồng và xã Diên Phú thành phường Diên Hồng.

## Địa lý
Trước khi thực Nghị quyết số 1664/NQ-UBTVQH15, Diên Phú nằm ở phía Tây của thành phố Pleiku, cách trung tâm thành phố Pleiku 7km:
- Phía Đông giáp phường Hội Phú, Thành phố Pleiku
- Phía Tây giáp huyện Ia Grai
- Phía Nam giáp xã Ia kênh, Thành phố Pleiku
- Phía Bắc giáp phường Ia Kring, Thành phố Pleiku

## Hành chính
Xã có 6 thôn vào năm 2017.

## Kinh tế
Năm 2017, cơ cấu kinh tê nông lâm, thủy sản chiếm 60%, công nghiệp, dịch vụ, thương mại chiếm 40%, giá trị sản xuất bình quân trên 1 ha đất nông nghiệp 54 triệu đồng/ha; thu nhập bình quân đầu người đạt 35 triệu đồng/người/năm, tỷ lệ hộ nghèo còn 0%.

## Giáo dục
- Trường Quốc tế Châu Á Thái Bình Dương
- Trường Tiểu học và Trung học cơ sở Nguyễn Chí Thanh
- Trường Tiểu học Nguyễn Đức Cảnh
- Và 1 trường Mầm non

## Giao thông
Toàn xã có hệ thống giao thông đường bộ dài 20,834km. 10,264km đường liên xã, 4,026km đường liên thôn, 7,323km đường trục xóm.